# 천안 홍대용묘
홍대용 선생 묘(洪大容 先生 墓)는 조선 후기의 실학자이며 과학사상가인 담헌(湛軒) 홍대용(1731∼1783) 선생과 그의 부인 한산 이씨가 함께 묻힌 묘소이다. 대한민국 충청남도 천안시 수신면에 있으며, 1996년 2월 27일 충청남도의 기념물 제101호로 지정되었다.
무덤은 원형이고, 무덤 앞에는 상석과 망주석, 비석이 서있다. 비석을 세운 연대는 1857년(철종 8년)이고, 글을 지은이는 김흥근이다.

## 개요
조선 후기의 실학자이며 과학사상가인 담헌(湛軒) 홍대용(1731∼1783) 선생의 묘소이다.
청나라에 사신으로 가는 작은 아버지 홍억을 수행하여 여러 학자들과 친교를 맺었으며, 서양 선교사들을 찾아가 서양문물을 보고 접했다. 이덕무·박지원·박제가 등과 어울려 북학파를 형성하였는데, 북학파의 선구자로 특히 천문학에 관심을 기울여 지전설을 주장했으며, 저서로는『담헌서』가 있다.
묘소는 천안시 수신면 장산리에서 속창리로 통하는 도로변에 위치하고 있는데, 묘의 앞에는 상석·망주석·비석이 서 있다. 비석의 앞면에는 ‘담헌홍공대용지묘 숙인한산이씨부좌(湛軒洪公大容之墓 淑人韓山李氏咐左)’라고 적혀 있고, 뒷면에는 김흥근이 지은 비문이 새겨져 있는데, 1857년에 세운 것이다.

## 같이 보기
- 홍대용

## 참고 자료
- 천안 홍대용묘 - 국가유산청 국가유산포털